# Trinidad e Tobago nos Jogos Olímpicos de Verão de 2000
Trinidad e Tobago participou dos Jogos Olímpicos de Verão de 2000 em Sydney, Austrália.

## Medalhas

### Prata
- Atletismo - Ato Boldon (100m masculino)

### Bronze
- Atletismo - Ato Boldon (200m masculino)